# Pescaria Brava
Pescaria Brava er en kommune i den sydlige delstat Santa Catarina, i Brasilien. 
28°23′S 48°53′V / 28.38°S 48.88°V